# Strukturní analog
Strukturní analog, též chemický analog nebo jen analog, je chemická sloučenina, jejíž struktura je podobná jiné sloučenině, ale liší se v nějaké své části.
Rozdíl může být v jednom nebo více atomech, funkčních skupinách, nebo dílčích strukturách, které jsou nahrazeny jinými. Strukturní analog lze, alespoň teoreticky, vytvořit ze druhé sloučeniny. Strukturní analogy jsou často navzájem izoelektronické.
I přes podobnou strukturu mohou mít strukturní analogy značně odlišné fyzikální, chemické, nebo biochemické vlastnosti. Za účelem obcházení zákonů jsou vyvíjeny strukturní analogy nelegálních drog.

## Analogy neurotransmiterů
Strukturními analogy neurotransmiterů jsou často léčiva, například:
- Analogy katecholaminů
- Analogy serotoninu